# Pires Ferreira
Pires Ferreira là một đô thị thuộc bang Ceará, Brasil. Đô thị này có diện tích 242,189 km², dân số năm 2007 là 9492 người, mật độ 39,19 người/km².